# 43. ceremonia wręczenia nagród Grammy
43. ceremonia wręczenia nagród Grammy, prestiżowych amerykańskich nagród muzycznych wręczanych przez Narodową Akademię Sztuki i Techniki Rejestracji odbyła się w niedzielę, 21 lutego 2001 roku.

## Nagrody

### Obszar generalny
Lista składa się ze wszystkich nominowanych, a zwycięzcy zostaną pogrubieni.

#### Nagranie roku
- "Beautiful Day" – U2
- Say My Name – Destiny’s Child
- I Try – Macy Gray
- Music – Madonna
- Bye Bye Bye – 'N Sync

#### Album roku
- Two Against Nature – Steely Dan
- Midnite Vultures – Beck
- The Marshall Mathers LP – Eminem
- Kid A – Radiohead
- You're the One – Paul Simon

#### Piosenka roku
- "Beautiful Day" – U2 (Autorzy: U2)
- Breathe – Faith Hill (Autorzy: Stephanie Bentley i Holly Lamar)
- I Hope You Dance – Lee Ann Womack (Autorzy: Mark D. Sanders i Tia Sellers)
- I Try – Macy Gray (Autorzy: Macy Gray, Jinsoo Lim, Jeremy Ruzumna i David Wilder)
- Say My Name – Destiny’s Child (Autorzy: LaShawn Daniels, Fred Jerkins III, Rodney Jerkins, Beyoncé Knowles, LeToya Luckett, LaTavia Roberson i Kelly Rowland)

#### Najlepszy nowy artysta
- Shelby Lynne
- Brad Paisley
- Papa Roach
- Jill Scott
- Sisqó

### Pop

#### Najlepszy występ pop solowy kobiecy
- I Try – Macy Gray

#### Najlepszy występ pop solowy męski
- "She Walks This Earth" – Sting

#### Najlepszy album popowy
- Two Against Nature – Steely Dan

### Rock

#### Najlepsza piosenka rockowa
- Creed – "With Arms Wide Open"

#### Najlepszy album rockowy
- There Is Nothing Left to Lose – Foo Fighters

#### Najlepszy występ rockowy kobiecy
- "There Goes the Neighborhood" – Sheryl Crow

#### Najlepszy występ rockowy męski
- Lenny Kravitz za utwór "Again"

#### Najlepszy występ rockowy w duecie lub w zespole
- U2 za utwór "Beautiful Day"

#### Najlepszy występ hardrockowy
- Rage Against the Machine za utwór "Guerrilla Radio"

#### Najlepszy występ metalowy
- Deftones za utwór "Elite"

### Muzyka alternatywna

#### Najlepszy album alternatywny
- Kid A – Radiohead
- "When the Pawn" – Fiona Apple
- "Midnite Vultures" – Beck
- "Bloodflowers" – The Cure
- "Liverpool Sound Collage" – Paul McCartney

### R&B

#### Najlepsza piosenka R&B
- "Say My Name" – Destiny’s Child

#### Najlepszy album R&B
- "Voodoo" – D’Angelo

#### Najlepszy występ R&B kobiecy
- "He Wasn’t Man Enough" – Toni Braxton

#### Najlepszy występ R&B męski
- "Untitled (How Does It Feel)" – D’Angelo

#### Najlepszy występ R&B w duecie lub w zespole
- "Say My Name" – Destiny’s Child

### Rap

#### Najlepszy album Rapowy
- "The Marshall Mathers LP" – Eminem
- "...And Then There Was X" – DMX
- "Dr. Dre – 2001" – Dr. Dre
- "Vol. 3... Life and Times of S. Carter" – Jay-Z
- "Country Grammar" – Nelly

#### Najlepszy występ Rapowy w duecie lub zespole
- "Forgot About Dre" – Dr. Dre featuring Eminem
- "Alive" – Beastie Boys
- "Oooh." – De La Soul featuring Redman
- "The Next Episode" – Dr. Dre featuring Snoop Dogg
- "Big Pimpin'" – Jay-Z featuring UGK

#### Najlepszy występ hip-hopowy
- The Real Slim Shady" – Eminem
- "The Light" – Common
- "Party Up (Up in Here)" – DMX
- "Shake Ya Ass" – Mystikal
- "Country Grammar" – Nelly

### Country

#### Najlepszy album country
- "Breathe" – Faith Hill

#### Najlepsza piosenka country
- "I Hope You Dance" – Lee Ann Womack

### New Age

#### Najlepszy album New Age
- Kitarō – "Thinking of You"

### Jazz

#### Najlepszy jazzowy album wokalny
- "In the Moment – Live In Concert" – Dianne Reeves

#### Najlepszy jazzowy występ instrumentalny
- (Go) Get It – Pat Metheny

#### Najlepszy jazzowy album instrumentalny, indywidualny lub w zespole
- "Contemporary Jazz" – Orkiestra Branforda Marsalisa

### Gospel

#### Najlepszy album pop gospel
- "If I Left the Zoo" – Jars of Clay

#### Najlepszy album rock gospel
- "Double Take" – Petra

#### Najlepszy album tradycyjny soul gospel
- "You Can Make It" – Shirley Caesar

#### Najlepszy album Contemporary soul gospel
- "Thankful" – Mary Mary

### Muzyka latynoamerykańska

#### Najlepszy album pop latino
- Shakira – MTV Unplugged

#### Najlepszy album rock/alternatywa latino
- La Ley – "Uno"

### Reggae

#### Najlepszy album muzyki reggae
- "Art and Life" - Beenie Man

### World Music

#### Najlepszy album World Music
- Caetano Veloso za "João Voz e Violão"

### Dzieci

#### Najlepszy album dziecięcy
- Ścieżka dźwiękowa do serialu "Woody's Roundup: A Rootin' Tootin' Collection of Woody's Favorite Songs"

#### Najlepszy album ze słowami dla dzieci
- "Harry Potter i czara ognia"